# Edificio Corcuera
El Edificio Corcuera fue un edificio que se ubicaba en el Paseo de la Reforma de la Ciudad de México. Fue construido entre 1930 y 1934, año en que fue inaugurado. Resultó seriamente dañado en el terremoto de 1957 por lo que fue demolido un año después. Hasta la década de los cuarenta fue el edificio más alto de la ciudad, hasta que fue superado por el edificio El Moro de la Lotería Nacional inaugurado el 28 de noviembre de 1946.

## El Internacional
El edificio era denominado El Internacional por el Banco Internacional S.A. que se ubicaba en la parte baja. Fue también conocido como Edificio Corcuera debido al apellido de su propietario: Pedro Corcuera Palomar. Fue en su momento el edificio más alto de la capital mexicana y de Latinoamérica con sus 16 pisos.
Una de sus postales más emblemáticas se dio gracias a que tenía en la parte superior el anuncio de la marca Goodrich - Euzkadi, que incluía un vistoso neumático.

## Daños y derrumbe
Un sismo en 1941 afectó su estructura, por lo que tuvo que ser reparado y reforzado, aunque fue duramente criticado por seguir en uso por el riesgo que representaba.
Fue durante el sismo ocurrido a las 2:44 horas del 28 de julio de 1957, con una magnitud de 7,7 en la escala de Richter, que el edificio Corcuera fue seriamente dañado, lo que lo llevó a ser demolido en 1958.
En la actualidad, en su lugar se encuentra el hotel Barceló México Reforma, con claras reminiscencias en su fachada al diseño del Edificio Corcuera.

## Legado
En su corta existencia apareció de fondo en la película Ustedes los ricos, en la secuencia donde Pepe El Toro pelea con El Tuerto en la azotea del edificio de la Comisión Federal de Electricidad ubicado en Avenida Juárez. 
El doctor Alejandro Leal de la Facultad de Arquitectura de la UNAM ha catalogado la demolición del Edificio Corcuera como la primera "demolición técnica" realizada en México. Se tuvo que calcular de manera precisa, considerando la seguridad de las personas que transitaban por Paseo de la Reforma. El trabajo fue realizado por 40 obreros de la empresa Demoledores Técnicos Asociados S. de R.L.
Finalmente, el doctor Leal considera al edificio Corcuera como un legado que permitió a la Arquitectura mexicana mejorar sus procedimientos debido a que "fue estudiado suficientemente y se aprendió mucho de su estructura en su momento. Aunque las estructuras fallen, como el caso de este edificio, se construyó y se pudieron probar en la realidad muchas cuestiones que, aunque no resultaron óptimas, mostraron ciertos límites y criterios a considerar".